# انفوغرام
انفوغرام هو منصة لتصور البيانات والرسوم البيانية المستندة إلى الويب، أنشئ في ريغا، لاتفيا.
وهو يتيح للناس إنشاء وتبادل المخططات الرقمية والرسوم البيانية والخرائط. يقدم انفوغرام محرر ما تراه هو ما تحصل عليه يحوِّل بيانات المستخدمين إلى رسومات توضيحية يمكن نشرها أو تضمينها أو مشاركتها. لا يحتاج المستخدمون إلى مهارات ترميز لاستخدام هذه الأداة ؛ ويشمل المستخدمون غرف الأخبار وفرق التسويق والحكومات والمعلمين والطلاب.
تأسست الشركة التي أنشأت انفوغرام، وتسمى أيضًا انفوغرام، في عام 2012 في ريغا، لاتفيا ولديها مكتب آخر في سان فرانسيسكو. اعتبارًا من أكتوبر 2017، تقول انفوغرام أن لديها 3 ملايين مستخدم قاموا بإنشاء مخططات ورسوم بيانية تم مشاهدتها أكثر من 1.5 مليار مرة.
شرت برزي، وهي شركة برمجيات عرض على الويب، موقع انفوغرام في مايو 2017.

## التاريخ
أسس انفوغرام أولديس ليتر وريموندس كاي وأليس ديريك في فبراير 2012 في ريغا، لاتفيا.
في يناير 2013، فاز انفوغرام في مسابقة ها برلين الدولية. وأعلن أولديس ليتيرتس الرئيس التنفيذي لشركة انفوغرام أن الشركة قد أنشأت المزيد من النماذج وتعمل مع مايكروسوفت لدمج منصتها مع الإصدار المعاصر من مايكروسوفت أوفيس.
كما فازت الشركة بجائزة Information Is Beautiful Award لعام 2013، والتي «تحتفي بالتفوق والجمال في تصورات البيانات والرسوم البيانية والتفاعلية وفن المعلومات». في كانون الأول / ديسمبر 2014، استحوذت انفوغرام على مدونة فيجوال الموجودة في البرازيل.
في محاولة لتوسيع المبيعات والتسويق في الولايات المتحدة، قام انفوغرام بتأمين 1.8 مليون دولار في التمويل في فبراير 2014. وأعلن عن ذلك في TechChill، وهو مؤتمر لشركات في دول البلطيق في ريغا، لاتفيا. في ذلك الوقت، كان يعتقد أن التمويل هو الأكبر حتى الآن بالنسبة للشركة.
فاز انفوغرام بجائزة التصميم الوطني 2017 في لاتفيا.

## اقتناء بريزي
حصلت شركة برزي، وهي شركة برمجيات عرض على الويب، على انفوغرام في مايو 2017. انفوغرام الآن شركة فرعية مملوكة بالكامل لـ برزي. صنف انفوغرام 1 في قائمة فوربس من «أفضل أدوات المعلومات لعام 2017» والتي نشرت في أيلول 2017.
أعلن انفوغرام في تشرين الأول 2017 إصدارًا جديدًا من منصة التمثيل البصري للبيانات، بما في ذلك محرر السحب والإفلات، وأكثر من 40 نموذج مصمم جديد ودعم وسائط التواصل الاجتماعي.